# El pudding mágico
"El pudding mágico" (título original: The Magic Pudding) es una película animada australiana del año 2000 dirigida por Karl Zwicky y producida por Energee Entertainment. Es una adaptación libre basada en el libro de 1918 del mismo nombre del escritor Norman Lindsay. El elenco de voces original incluye a Sam Neill, Geoffrey Rush, Hugo Weaving, Jack Thompson, Toni Collette y John Cleese. Energee Entertainment pronto cerró en 2002 debido a las pérdidas financieras de "El pudding mágico".
En España, la película se estrenó en cines el 28 de junio de 2002 y fue doblada a tres idiomas (castellano, catalán, gallego y vasco). La distribución de la película estuvo a cargo de Filmax.

## Argumento
Bunyip Bluegum es un joven koala que siempre había creído que era huérfano, pero un día descubre que sus padres aún viven. Bunyip emprenderá un viaje en su busca de su familia y que le llevará a encontrar amigos como Bill Barnacle, un rudo marinero, el pingüino Sam Swanoff, y su inseparable compañero Albert, un pudding mágico al que persiguen una pareja de ladrones. Juntos fundan la Noble Sociedad de los Propietarios de Pudding, que ayudará a su amigo Bunyip a encontrar a sus padres.

## Reparto
| Personaje                | Actor de voz original (Australia) | Actor de doblaje (España) |
| ------------------------ | --------------------------------- | ------------------------- |
| Albert, el púding mágico | John Cleese                       | Jordi Vila                |
| Bunyip Bluegum           | Geoffrey Rush                     | Óscar Muñoz               |
| Bill Barnacle            | Hugo Weaving                      | Jordi Ribes               |
| Sam Sawnoff              | Sam Neill                         | Joaquim Sota              |
| Buncle                   | Jack Thompson                     | Vicente Gil               |
| Ginger                   | Mary Coustas                      | Rosa Pastó                |
| Tío Wattleberry          | Dave Gibson                       | Adrià Frías               |
| Rumpus Bumpus            | John Laws                         | Pepe Mediavilla           |

| Ficha de doblaje     | Ficha de doblaje |
| -------------------- | ---------------- |
| Dirección de doblaje | Joan Pera        |
| Estudio de doblaje   | Deluxe 103       |